# Kirsch-lès-Sierck
Kirsch-lès-Sierck é uma comuna francesa na região administrativa de Grande Leste, no departamento de Mosela. Estende-se por uma área de 8,85 km². Em 2010 a comuna tinha 317 habitantes (densidade: 35,8 hab./km²).